# Ferri-pedrizite
La ferri-pedrizite (simbolo IMA: Fpd) è un raro minerale non ancora approvato dall'Associazione Mineralogica Internazionale (IMA); è un minerale del supergruppo dell'anfibolo, all'interno del quale viene collocato nel "gruppo degli anfiboli con W(OH,F,Cl)-dominante" e da lì al sottogruppo degli anfiboli di litio dove occupa un posto nel "gruppo contenente la radice pedrizite nel nome"; essendo un anfibolo, appartiene agli inosilicati e pertanto alla famiglia minerale dei "silicati", e possiede composizione chimica NaLi2(Mg2Fe3+2Li)Si8O22(OH)2.
La ferri-pedrizite è definita con:
- catione sodio dominante in posizione A
- catione magnesio bivalente Mg2+ dominante in posizione C2+
- catione ferro ferrico Fe3+ dominante in posizione C3+
- anione idrossile OH dominante in posizione W.

## Etimologia e storia
Il nome deriva dalla composizione chimica: è una pedrizite ricca di sodio e di ossido ferrico (ferric-) e dalla località di rinvenimento, situata nella parte orientale del massiccio de La Pedriza sull'altopiano spagnolo della Sierra de Guadarrama (in Spagna).
Come per molti anfiboli, la storia del nome è articolata: inizialmente il minerale era stato chiamato sodic-ferripedrizite e in seguito ha preso il nome di ferripedrizite, per diventare quello attuale in seguito alla revisione della nomenclatura degli anfiboli del 2012.

## Classificazione
La classica nona edizione della sistematica dei minerali di Strunz, aggiornata dall'Associazione Mineralogica Internazionale (IMA) fino al 2009, elenca la ferri-pedrizite con il nome di sodic-ferripedrizite e la colloca nella classe "9. Silicati (germanati)" e da lì nella sottoclasse "9.D Inosilicati"; questa viene ulteriormente suddivisa in base alla struttura cristallina del minerale, in modo tale che la sodic-ferripedrizite possa essere trovata nella sezione "9.DE Inosilicati con catene doppie di periodo 2, Si4O11; clinoanfiboli" dove forma il sistema nº 9.DE.05.
Nell'edizione successiva, proseguita dal database "mindat.org", la ferri-pedrizite ritrova in parte la classificazione precedente, nella quale viene collocata nelle stesse classe, sottoclasse e sezione, dove però forma il sistema nº 9.DE.25.
Nella Sistematica dei lapis (Lapis-Systematik) di Stefan Weiß la ferri-pedrizite si trova nella classe dei "silicati" e nella sottoclasse degli "inosilicati"; qui è nella sezione nº VIII/F.08 composta dai minerali con struttura "[Si4O11]6- a due bande; gruppo degli anfiboli; anfiboli alcalini".
Anche la classificazione dei minerali secondo Dana, usata principalmente nel mondo anglosassone, elenca la ferri-pedrizite nella famiglia dei "silicati", qui è nella classe degli "inosilicati: catene doppie non ramificate, W=2" e nella sottoclasse degli "inosilicati: catene doppie non ramificate, configurazione anfibolo W=2" dove forma il "gruppo 1, anfiboli con Mg-Fe-Mn-Li (monoclino)" con il sistema nº 66.01.01.

## Abito cristallino
La ferri-pedrizite cristallizza nel sistema monoclino nel gruppo spaziale C2/m (gruppo nº 12) con le costanti di reticolo a = 9,501(1) Å, b = 17,866(2) Å, c = 5,292(1) Å e β = 102,17(2)°.

## Origine e giacitura
La ferri-pedrizite è stata trovata nell'episienite associata ad albite, andradite, apatite, clino-ferro-holmquistite sodica, egirina-augite, magnetite e titanite.
L'unica località nota per la ferri-pedrizite, che non è considerata località tipo poiché il minerale non è ancora stato approvato dall'IMA, è Arroyo de la Yedra (40.77596°N 3.84264°W) presso Manzanares el Real nella comunità autonoma di Madrid.

## Forma in cui si presenta in natura
La ferri-pedrizite è stata scoperta sotto forma di aggregati granoblastici subedrali e come microinclusione. Il minerale è semi-traslucido con lucentezza vitrea; il colore è verde o nero con striscio grigio.

## Proprietà ottiche
La ferri-pedrizite è fortemente pleocroica con colori che vanno dal giallo verde secondo {\displaystyle x}, verde blu secondo {\displaystyle y} e verde bluastro secondo {\displaystyle z}.